# Велч (Западна Вирџинија)
Велч (енгл. Welch) град је у америчкој савезној држави Западна Вирџинија.

## Демографија
По попису из 2010. године број становника је 2.406, што је 277 (-10,3%) становника мање него 2000. године.
| Група             | 2000.         | 2010.         |
| Белци             | 2.105 (78,5%) | 2.015 (83,7%) |
| Афроамериканци    | 517 (19,3%)   | 321 (13,3%)   |
| Азијати           | 8 (0,3%)      | 2 (0,1%)      |
| Хиспаноамериканци | 28 (1,0%)     | 18 (0,7%)     |
| Укупно            | 2.683         | 2.406         |